# Prosper Poullet
Prosper Antoine Marie Joseph burggraaf Poullet (Leuven, 5 maart 1868 - 3 december 1937) was een Belgisch politicus.

## Levensloop
Prosper Poullet was een telg uit de aristocratische familie Poullet, die officieren en magistraten telde. Hij liep van 1879 tot 1884 middelbare school bij de jozefieten in Leuven en promoveerde in 1890 aan de Katholieke Universiteit Leuven tot doctor in de wijsbegeerte en letteren en doctor in de rechten.
Hij vestigde zich als advocaat in Brussel, maar legde zich vooral toe op onderzoek rond nationale geschiedenis, publieksrecht en internationaal privaatrecht. Vanaf 1893 was hij docent, later hoogleraar aan de KU Leuven in de faculteit rechten en in de School voor politieke en sociale wetenschappen. Aan de KU Leuven publiceerde hij in 1907 een werk over de Belgische instellingen tijdens de Franse tijd in België en in 1925 een handboek over Belgisch internationaal privaatrecht.
Poullet was de zoon van Edmond Poullet (1839-1882) en Pauline Ernst (1840-1903). Zijn vader was hoogleraar aan de Katholieke Universiteit Leuven, advocaat en lid van de Koninklijke Academie voor kunsten en wetenschappen van België. Zelf huwde hij in 1894 met burggravin Marie Louise Julie de Monge de Franeau (1871-1953), de dochter van een mededocent aan de universiteit; het koppel kreeg zes kinderen.

## Politiek
Hij doorliep een succesrijke politieke carrière. Hij was lid van de christendemocratische vleugel binnen de Katholieke Partij en bekleedde vele belangrijke politieke mandaten. Van 1900 tot 1908 was hij provincieraadslid van Brabant en van 1904 tot 1911 gemeenteraadslid van Leuven.
Van 1908 tot aan zijn dood was hij voor het arrondissement Leuven lid van de Belgische Kamer van volksvertegenwoordigers. Van 1918 tot 1919 was hij voorzitter van de assemblee. Ook vervulde hij verschillende ministeriële mandaten: van 1911 tot 1918 was hij minister van Kunsten en Wetenschappen, van 1919 tot 1920 minister van Spoorwegen en PTT, van 1924 tot 1925 minister van Binnenlandse Zaken, van 1925 tot 1926 premier en minister van Economische Zaken, in 1926 tijdelijk minister van Landsverdediging, van 1932 tot 1934 opnieuw minister van Binnenlandse Zaken en minister van PTT en van 1935 tot 1936 minister Zonder Portefeuille. Tussen juli 1934 en mei 1935 was hij bovendien voorzitter van het Katholiek Verbond van België. Hij werd Belgisch Minister van Staat op 20 mei 1926.
In de Kamer was hij in 1909 rapporteur van de wet op de beperkte persoonlijke dienstplicht en verdedigde hij in 1911 het wetsontwerp van premier Frans Schollaert op het lager onderwijs. Als minister van Kunsten en Wetenschappen was Poullet ook bevoegd voor onderwijs en onder hem ging de wet op het lager onderwijs van mei 1914 van kracht. Als minister van Spoorwegen en PTT in de regering-Delacroix II trof hij onder meer maatregelen om de achturen-werkdag toe te passen en ging hij genuanceerd om ten aanzien van het stakingsrecht van personeel.
Aanvankelijk was Poullet een gematigde Vlaamsgezinde katholiek die opkwam voor tweetaligheid in Vlaanderen. Tijdens de Eerste Wereldoorlog werd hij echter voorstander van de ideeën van Frans Van Cauwelaert. Vanaf dan ijverde hij voor een algemene eentaligheid in Vlaanderen binnen een unitair staatsverband. Als een van de leiders van de christelijke arbeidersbeweging legde hij na de oorlog de basis voor de Katholieke Vlaamsche Kamergroep.
Van 1927 tot 1930 was hij voorzitter van de Bond der Vlaamsche Rechtsgeleerden. Deze vereniging ijverde onder zijn voorzitterschap voor een nieuwe taalwetgeving in rechtszaken op basis van eentaligheid in Vlaanderen en Wallonië en tweetaligheid in Brussel. In de Kamer was hij in 1932 ook nog verslaggever van de commissie die belast was met de voorbereiding van de taalwet voor het lager en middelbaar onderwijs. In 1924 was hij medeoprichter en bestuurslid van de Vlaamse Leergangen, een vereniging met als doel de vernederlandsing van de Katholieke Universiteit Leuven.
Op 30 december 1925 werd aan jonkheer Prosper Poullet de titel van burggraaf verleend, overdraagbaar bij eerstgeboorte.

## Regering-Poullet
In 1925, na de verkiezingen van 5 april, sleepte de regeringscrisis gedurende 73 dagen aan. Na vruchteloze pogingen tot regeringsvorming door Charles de Broqueville (katholiek-liberale coalitie) en Aloys Van de Vyvere (homogeen katholiek) verkreeg Prosper Poullet op 17 juni 1925 het vertrouwen voor een katholiek-socialistische regering. Het was een historisch moment want voor het eerst namen socialistische verkozenen plaats aan de Belgische regeringstafel. Poullet slaagde er echter niet in leden van de conservatieve vleugel van zijn partij tot regeringsdeelname te bewegen en moest zich tevreden stellen met vertegenwoordigers van de christendemocratische vleugel.
Naast hem traden van katholieke (christendemocratische zijde) aan: Paul Tschoffen, Aloys Van de Vyvere en Henri Carton de Tournai
Op 10 december 1925 kwam daar nog Pierre de Liedekerke de Pailhe bij.
Uit de Belgische Werkliedenpartij kwamen: Emile Vandervelde, Camille Huysmans, Alfred Laboulle, Joseph Wauters en Edward Anseele.
Als 'technici' traden aan: de liberalen Edouard Rolin Jaequemyns en Prosper Kestens en de katholiek Albert-Edouard Janssen.
Paul Tschoffen, Prosper Kestens en Aloys Van de Vyvere stapten vroegtijdig op.
Op 19 mei 1926, na amper elf maanden, nam de regering Poullet ontslag, zonder een vertrouwensstemming in het parlement af te wachten. De volgende dag trad een klassieke tripartite (liberaal-katholiek-socialistische) regering aan, geleid door de katholiek Henri Jaspar.
Onder zijn regering kwamen er geen grote taalwetten tot stand, omdat er geen parlementaire meerderheid voor eentaligheid in Vlaanderen te vinden was. Wel nam hij een aantal kleinere maatregelen die verstrekkende gevolgen hadden. Zo werden er administratieve tuchtsancties voorzien voor activistische ambtenaren, werd de taalwet in het bestuur van 1921 van toepassing bij de NMBS en de Nationale Bank, moest het personeel van Vlaamse werkrechtersraden Nederlands kennen en voerde minister Camille Huysmans een diepgaande vernederlandsing door in het lager en middelbaar rijksonderwijs.

## Eerbetoon

### Eretekens
- België: Minister van Staat
- België: Grootkruis Kroonorde
- België: Grootofficier Leopoldsorde
- Nederland: Ridder Grootkruis Orde van Oranje-Nassau
- Noorwegen: Commandeur Orde van Sint-Olaf

### Straten
In Leuven en Middelkerke werden een straat vernoemd naar Prosper Poullet.

## Andere functies
Poullet bekleedde verschillende functies uit hoofde zowel van zijn politieke mandaten als van zijn hoogleraarschap, onder meer:
- Belgische afgevaardigde bij de Volkenbond;
- ondervoorzitter van het Institut de Droit International, privé et public;
- lid van het Arbitragehof in Den Haag;
- ondervoorzitter van het Nationaal Fonds voor Wetenschappelijk Onderzoek;
- voorzitter van de Bond van Vlaamse rechtsgeleerden.

Zijn portret wordt bewaard in de Kamer en is geschilderd door Gustave Van de Woestyne.

## Publicaties
- Les institutions françaises de 1794 à 1814. Essai sur les origines des institutions belges contemporaines, Brussel, 1907
- Manuel de droit privé international, Leuven, 1925
- La question flamande, in: Revue catholique des idées et des faits, 1921
- Le problème des langues, in: Revue catholique des idées et des faits, 1922

## Eretekens
Hij was erelid van K.A.V. Lovania Leuven, een bevriende vereniging van het Cartellverband der katholischen deutschen Studentenverbindungen.
Prosper Poullet heeft vele eretekens en onderscheidingen ontvangen tijdens zijn beroepsloopbaan. Hij was onder andere drager van het Grootkruis in de Kroonorde, Grootofficier in de Leopoldsorde, Burgerlijk Kruis 1ste Klasse, drager van het mutualiteitsereteken 1ste Klasse en van de herinneringsmedaille van het Eeuwfeest. Hij had ook enkele internationale onderscheidingen zoals het Grootkruis in de Orde van Oranje-Nassau (Nederland), de Orde van de Dannebrog (Denemarken), het Legioen van Eer (Frankrijk), de Kroonorde (Roemenië), de Orde van de Nijl (Egypte), de Orde van de Italiaanse Kroon en hij was Commandeur van de Orde van Sint Olaf (Noorwegen).